# Poecilotriccus pulchellus
El titirijí dorsinegro o espatulilla de dorso negro (Poecilotriccus pulchellus), es una especie de ave paseriforme  de la familia Tyrannidae perteneciente al género Poecilotriccus. Es endémica de Perú.

## Distribución y hábitat
Se distribuye por el sureste del Perú (este de Cuzco, norte de Puno).
Esta especie es considerada poco común en su hábitat natural: el sotobosque de bordes de selvas húmedas de baja altitud o de estribaciones montañosas, bosques de crecimiento secundario y clareras en regeneración a lo largo de la base oriental de los Andes entre los 500 y los 1500 m de altitud.

## Sistemática

### Descripción original
La especie P. pulchellus fue descrita por primera vez por el zoólogo británico Philip Lutley Sclater en 1874 bajo el nombre científico Todirostrum pulchellum; su localidad tipo es: «Kosñipata, Cuzco, Perú».

### Etimología
El nombre genérico masculino «Poecilotriccus» se compone de las palabras del griego «poikilos» que significa  ‘multicolor’, ‘manchado’, y « τρικκος trikkos»: pequeño pájaro no identificado; en ornitología, «triccus» significa «atrapamoscas tirano»; y el nombre de la especie «pulchellus» en latín significa ‘muy hermoso’.

### Taxonomía
Anteriormente estuvo colocada en el género Todirostrum y ya fue considerada una subespecie de Poecilotriccus calopterus. Es monotípica.